# SN 2011av
SN 2011av – supernowa typu Ia odkryta 8 marca 2011 roku w galaktyce A133655+2157. W momencie odkrycia miała maksymalną jasność 17,60m.